# Улица Барнова
Улица Барнова (груз. ვასილ ბარნოვის ქუჩა) — улица в Тбилиси, в районах Мтацминда и Вера.
Проходит от улицы братьев Какабадзе до Круглого сада (бывшая площадь Ваке), за которым переходит в улицу Ираклия Абашидзе. Популярный туристический маршрут
Имеет 3 полосы движения автотранспорта.

## История
Проложена в 80-х годах XIX века. Первоначально — Новая улица
В 1884 году была переименована в улицу Гунибскую (названа в честь 25-летия падения крепости Гуниб и пленения Шамиля). Первоначально вся проходила в районе Вера. После застройки района Ваке улица была продолжена и в 1922 году была переименована в честь классика грузинской литературы Василия Барнова (1856—1934) — он жил на этой улице.
В 1992 году части улицы, от Круглого сада до улицы Арчила Мишвеладзе (парк Ваке), было присвоено имя Ираклия Абашидзе.
20 ноября 2002 года на улице Барнова у подъезда своего дома в своём автомобиле был застрелен бывший футболист сборной СССР Кахи Асатиани. Следствие сразу стало подчеркивать, что убийство футболиста было заказным и хорошо спланированным
24 марта 2020 года во время пожара в доме на улице погиб известный театровед Мераб Гегия

## Известные жители
Эроси Манджгаладзе (1925—1982) — советский грузинский актёр, мастер дубляжа и спортивный комментатор. Народный артист Грузинской ССР (1961)
д. 44 — Курдиани (мемориальная доска)
д. 64 — Иван Качарава (мемориальная доска)
д. 67 — Гурам Харатишвили
д. 73 — Симон Хечинашвили
д. 74 — Мзекала Шанидзе
д. 104 — Кита Буачидзе
Родился Георгий Данелия
Михаил Саакашвили

## Достопримечательности
На улице имеются дома XIX века постройки.
д. 25 интересен живописной винтовой лестницей
д. 10 — бывшая частная гимназия Левандовского (1890-е)
д. построен по проекту архитектора Александра Бакрадзе (1958).
д. 54 — Центральная музыкальная школа им. Микеладзе
д. 60 — штаб-квартира партии «Путь Грузии».
Круглый сад (груз. Mrgvali Baghi), в саду — фонтан с героями «Маленького Принца» (скульптор Иркалий Жвания), бюст Рафаэла Эристави (скульптор Эльгуджа Амашукели, архитектор Г. Мирианашвили). Бюст Ираклия Абашидзе